# Lolland Østre Provsti
Lolland Østre Provsti er et provsti i Lolland-Falsters Stift. Provstiet lå indtil 2007 i de tidligere Nysted Kommune og Sakskøbing Kommune, der nu indgår i Guldborgsund Kommune.
Lolland Østre Provsti består af 13 sogne med 21 kirker, fordelt på 7 pastorater.

## Pastorater
| Pastorater i Lolland Østre Provsti | Pastorater i Lolland Østre Provsti | Pastorater i Lolland Østre Provsti             |
| ---------------------------------- | ---------------------------------- | ---------------------------------------------- |
| Brydebjerg-Krumsø Pastorat         | Kettinge-Bregninge Pastorat        | Majbølle-Radsted-Tårs-Vigsnæs Pastorat         |
| Nysted-Vantore Pastorat            | Sakskøbing Pastorat                | Slemminge-Fjelde-Våbensted-Engestofte Pastorat |
| Toreby Pastorat                    |                                    |                                                |

## Sogne
| Sogne i Lolland Østre Provsti | Sogne i Lolland Østre Provsti | Sogne i Lolland Østre Provsti |
| ----------------------------- | ----------------------------- | ----------------------------- |
| Døllefjelde Sogn              | Herritslev Sogn               | Kettinge-Bregninge Sogn       |
| Krumsø Sogn                   | Majbølle Sogn                 | Musse Sogn                    |
| Nysted-Vantore Sogn           | Radsted-Tårs Sogn             | Sakskøbing Sogn               |
| Slemminge-Fjelde Sogn         | Toreby Sogn                   | Vigsnæs Sogn                  |
| Våbensted-Engestofte Sogn     |                               |                               |